# مایکل برنتان
مایکل برنتان (انگلیسی: Michael Brentan؛ زادهٔ ۱۶ آوریل ۲۰۰۲) بازیکن فوتبال اهل ایتالیا است.
وی همچنین در تیم‌های ملی فوتبال زیر ۱۶ سال ایتالیا، زیر ۱۷ سال ایتالیا، و زیر ۱۸ سال ایتالیا بازی کرده‌است.